# Love and Theft
"Love and Theft" je 31. studiové album Boba Dylana. Album vyšlo v den, kdy proběhly teroristické útoky v USA 11. září 2001 u Columbia Records. Album produkoval Jack Frost, což je jeden z mnoha pseudonymů Boba Dylana.

## Seznam skladeb
Všechny skladby napsal Bob Dylan.
| Pořadí         | Název                           | Délka |
| -------------- | ------------------------------- | ----- |
| 1.             | Tweedle Dee & Tweedle Dum       | 4:46  |
| 2.             | Mississippi                     | 5:21  |
| 3.             | Summer Days                     | 4:52  |
| 4.             | Bye and Bye                     | 3:16  |
| 5.             | Lonesome Day Blues              | 6:05  |
| 6.             | Floater (Too Much to Ask)       | 4:59  |
| 7.             | High Water (For Charley Patton) | 4:04  |
| 8.             | Moonlight                       | 3:23  |
| 9.             | Honest with Me                  | 5:49  |
| 10.            | Po' Boy                         | 3:05  |
| 11.            | Cry a While                     | 5:05  |
| 12.            | Sugar Baby                      | 6:40  |
| Celková délka: | Celková délka:                  | 57:25 |

## Sestava
- Bob Dylan - zpěv, kytara, piáno
- Larry Campbell - kytara, banjo, mandolína, housle
- Charlie Sexton - kytara
- Augie Meyers - akordeon, Hammond B3, varhany Vox
- Tony Garnier - baskytara
- David Kemper - bicí
- Clay Meyers - bonga